# 普茨阿爾湖
53°42′10″N 13°40′25″E / 53.70278°N 13.67361°E
普茨阿爾湖（德語：Putzarer See），是德國的湖泊，位於該國東北部梅克倫堡-前波美拉尼亞州，由前波美拉尼亞-格賴夫斯瓦爾德縣負責管轄，長2.5公里、寬1公里，面積1.7平方公里，海拔高度7米，平均水深0.4米，最大水深2.1米，水體容量73萬立方米，湖岸線長度7公里。